# Округ Сибли (Минесота)
Сибли (енгл. Sibley County) је округ у америчкој савезној држави Минесота.

## Демографија
По попису из 2010. године број становника је 15.226, што је 130 (-0,8%) становника мање него 2000. године.
| Група             | 2000.          | 2010.          |
| Белци             | 14.337 (93,4%) | 13.835 (90,9%) |
| Афроамериканци    | 19 (0,1%)      | 48 (0,3%)      |
| Азијати           | 51 (0,3%)      | 85 (0,6%)      |
| Хиспаноамериканци | 834 (5,4%)     | 1.098 (7,2%)   |
| Укупно            | 15.356         | 15.226         |